# Böckstraße (Mannheim)

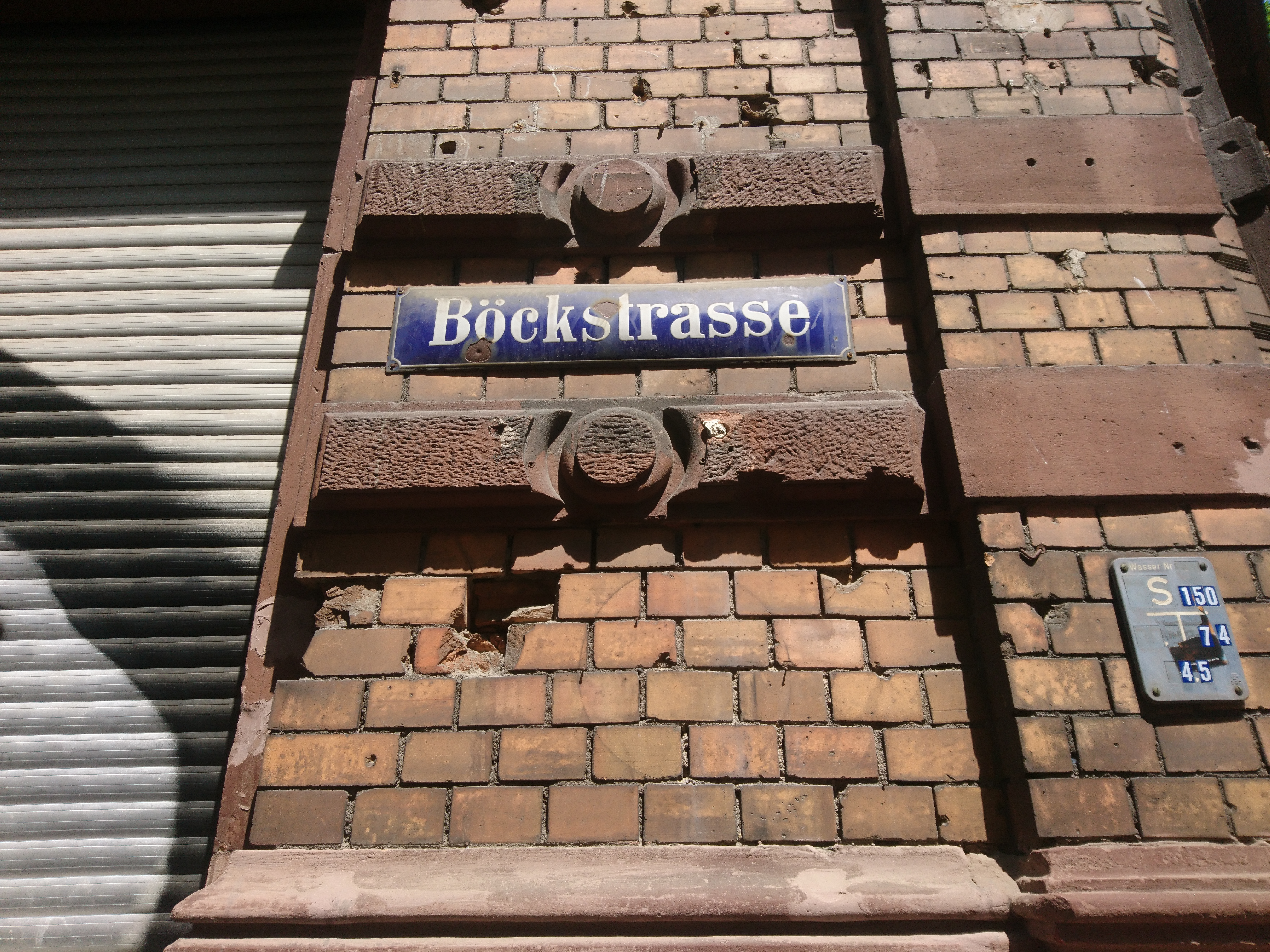
Straßenschild der Böckstraße

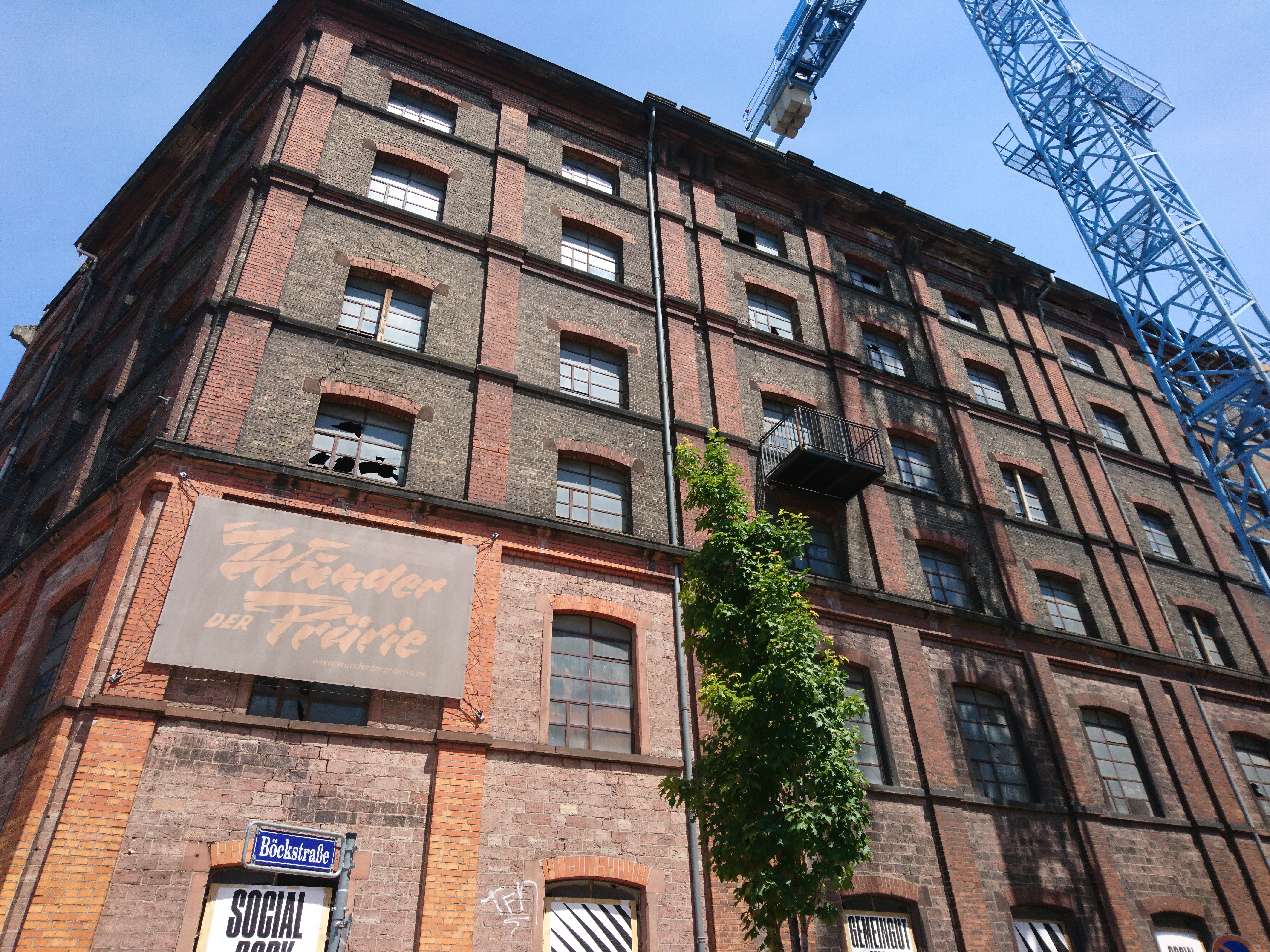

Die Böckstraße ist eine Straße in Mannheim. Sie liegt als Querstraße der Hafenstraße im Stadtteil Jungbusch.

## Geschichte
Die Straße ist nach Schauspieler Johann Michael Böck (1743–1793) benannt. Dieser gehörte unter der Leitung von Wolfgang Heribert von Dalberg, dem ersten Intendanten (1778) des Mannheimer Nationaltheaters, zu den bedeutenden Schauspielern des Hoftheaters. In der Uraufführung von Schillers Die Räuber spielte er die Rolle des Karl Moor.
Die Straße ist bereits auf dem Stadtplan von 1895 nachweisbar.